# مسابقات سه‌گانه معلولان
مسابقات سه گانه معلولان گونه دیگری از ورزش سه‌گانه مخصوص ورزشکاران دارای معلولیت است. مسابقات این ورزش زیر نظر اتحادیه جهانی ورزش سه‌گانه (ITU) برگزار می‌شود و نخستین بار به عنوان یک رشته پارالمپیکی در بازی‌های پارالمپیک تابستانی ۲۰۱۶ در برزیل وارد مسابقات شد.
مسابقات سالیانه قهرمانی جهان این ورزش شامل ۷۵۰ متر شنا ، ۲۰ کیلومتر دوچرخه سواری و ۵ کیلومتر دو است و ورزشکاران بر اساس شرایط جسمانی در شش دسته به رقابت می پردازند.